# Edemissen
Edemissen (bas-allemand Emisse) est une commune d'Allemagne située en Basse-Saxe, dans l'arrondissement de Peine.

## Géographie
Edemissen se trouve au sud de la lande de Lunebourg.

## Histoire
Edemissen a été mentionné pour la première fois dans un document officiel en 1295.

## Villages de la commune
- Abbensen
- Alvesse
- Blumenhagen
- Eddesse
- Edemissen (avec Ankensen, Berkhöpen et Oelheim)
- Eickenrode
- Mödesse
- Oedesse
- Oelerse
- Plockhorst
- Rietze
- Voigtholz-Ahlemissen
- Wehnsen
- Wipshausen

## Jumelages
- Chaulnes (France) depuis 1969
- Zahna (Allemagne) depuis 1991